# Chất thủng sau
Vùng trung não trũng xuống giữa hai bên cuống đại não tên là hố gian cuống. Sàn của hố gian cuống là một lớp chất xám tên là chất thủng sau (tiếng Anh: posterior perforated substance; tiếng Pháp: la substance perforée antérieure). Gọi là chất thủng bởi vì bề mặt cấu trúc này có nhiều lỗ nhỏ cho các mạch máu xuyên qua. Phần dưới chất thủng sau nằm trên mặt trước-trong của trần trung não, chứa nhân gian cuống. Phần trên chất thủng sau là một phần của sàn não thất ba.
Chất thủng sau cho dây thần kinh vận nhãn (thần kinh sọ III) chui ra.

## Ảnh

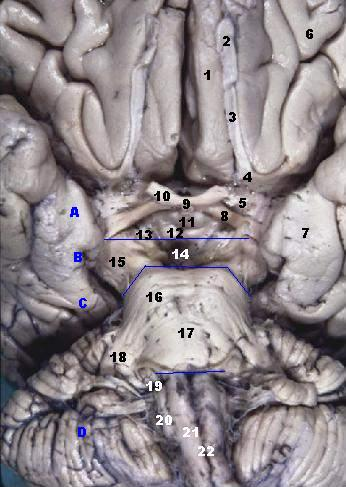
Mặt trước thân não